# Franziska Liebhardt
Franziska Liebhardt (* 5. Januar 1982 in Berlin) ist eine deutsche Leichtathletin im Behindertensport. Sie ist auf das Kugelstoßen spezialisiert, tritt jedoch auch im Weitsprung an. Sie startet in der Startklasse T/F 37.

## Leben
Franziska Liebhardt ist Physiotherapeutin und auf den Bereich der Neuro- und Sozialpädiatrie spezialisiert. Aufgrund einer schweren, systemischen Autoimmunerkrankung musste sie 2009 lungentransplantiert und 2012 nierentransplantiert werden. Eine Beteiligung des Gehirns an der Erkrankung führte außerdem zu der spastischen Lähmung, aufgrund derer Franziska Liebhardt im Behindertensport klassifiziert ist. Die Erkrankung betrifft zahlreiche Organe und Organsysteme und schreitet fort.
Als Betroffene engagiert sich Liebhardt stark für die Organspende. Sie ist vor allem im Verein „Sportler für Organspende“ sowie für die „Kinderhilfe Organtransplantation“ aktiv. Sie sammelt Spenden, hält Vorträge, gestaltet Organspendeprojekte und wirbt in Interviews und bei verschiedenen Aktionen für die Organspende. Sie setzt sich außerdem für eine bessere Organspende-Gesetzgebung in Deutschland ein.
Liebhardt war außerdem als Rettungshundeführerin beim Bayerischen Roten Kreuz in Würzburg aktiv, diese Tätigkeit ruht jedoch.

## Sportliche Laufbahn
Franziska Liebhardt startet seit 2014 für den TSV Bayer 04 Leverkusen und trainiert dort in einer Trainingsgruppe mit dem unterschenkelamputierten Weitspringer und Paralympicssieger Markus Rehm. Ihre Trainerin ist die ehemalige Speerwurfweltmeisterin von 2009, Steffi Nerius. Zuvor startete Franziska Liebhardt für den Vitalsportverein (VSV) Würzburg. 2014 wurde sie erstmals vom deutschen Behindertensportverband für internationale Meisterschaften in der IPC-Leichtathletik nominiert.
Bevor sie 2009 die Leichtathletik als Leistungssport entdeckte, spielte sie Volleyball. Dabei spielte sie auf der Mittelblockerposition in der Landes-, Bayern- und schließlich Regionalliga, bis sie den Sport wegen ihrer schweren Erkrankung aufgeben musste.
Bevor Liebhardt 2013 in den paralympischen Sport wechselte, war sie bei internationalen Titelkämpfen der Organtransplantierten aktiv. Nach dem Gewinn mehrerer Europa- und Weltmeisterschaftstitel bei den Organtransplantierten (von 2009 bis 2013) suchte sie eine neue Herausforderung. Den Transplantiertensport empfand Liebhardt als zu wenig leistungsorientiert, sie wechselte deshalb 2014 in den paralympischen Profisport zum TSV Bayer 04 Leverkusen.
2014 gewann Liebhardt bei ihrem IPC-Europameisterschaftsdebüt im walisischen Swansea eine Silbermedaille im Kugelstoßen und eine Bronzemedaille im Weitsprung.
Bei den IPC-Weltmeisterschaften 2015 gewann Franziska Liebhardt nach einem packenden Duell mit der Chinesin Mi Na die Silbermedaille im Kugelstoßen mit einem neuen Europarekord von 13,39 m. und schrammte nur knapp an Gold vorbei. Überraschend gewann sie auch im Weitsprung die Silbermedaille, sie sprang 4,57 m weit.
Im Mai 2016 holte sich Liebhardt ihren Weltrekord von der Chinesin Mi zurück und stieß die Kugel im niederländischen Breda auf herausragende 13,82 m. Bei den Europameisterschaften 2016 im italienischen Grosseto gewann Liebhardt mit 13,62 m die Goldmedaille im Kugelstoßen und mit neuem deutschen Rekord von 4,73 m im Weitsprung die Silbermedaille.
Liebhardt war zu ihrer aktiven Zeit Teil des „Top Team Rio 2016“ des deutschen Behindertensportverbandes sowie im „Elite-Team NRW“ der Sportstiftung NRW.
Bei den  Paralympics 2016 in Rio de Janeiro gewann Liebhardt das  Kugelstoßen in der Klasse F37 mit der Weltrekordweite von 13,96 Metern und konnte die Silbermedaille im  Weitsprung in der Klasse F37 mit einer Weite von 4,42 Meter erringen.
Für diese Leistungen erhielt sie am 1. November 2016 das Silberne Lorbeerblatt.
Ende 2016 beendete Liebhardt ihre sportliche Karriere auf dem Höhepunkt ihres Erfolgs.